# Mitrofan Niedielin
Mitrofan Iwanowicz Niedielin (ros. Митрофан Иванович Неделин; ur. 27 października?/9 listopada 1902 w Borisoglebsku, zm. 24 października 1960 w Bajkonurze) – radziecki dowódca wojskowy, główny marszałek artylerii, dowódca artylerii Armii Radzieckiej (1950–1952 i 1953–1955), głównodowodzący Wojskami Rakietowymi Przeznaczenia Strategicznego ZSRR i zastępca ministra obrony ZSRR, deputowany do Rady Najwyższej ZSRR 4. i 5. kadencji (1954–1962), Bohater Związku Radzieckiego (1945).

## Życiorys
Urodził się Borisoglebsku w guberni woroneskiej (obecnie w obwodzie woroneskim) w rodzinie robotniczej. Wczesną edukację zakończył na etapie siedmiu klas. W czasie wojny domowej w 1920 wstąpił do Armii Czerwonej i walczył w składzie 12. Armii Frontu Południowo-Zachodniego. W latach 1921–1922 uczestniczył w tłumieniu powstania tambowskiego, a później brał udział w walkach na terenie Turkiestanu z basmaczami.
W 1923 ukończył wojskowy kurs dla oficerów politycznych i do 1928 był instruktorem a następnie oficerem politycznym w baterii. W 1929 ukończył uzupełniający kurs oficerów artylerii i kolejno był dowódcą baterii i dywizjonu.
W 1937 wyjechał jako ochotnik do Hiszpanii, skąd wrócił w 1939. Po powrocie do ZSRR został dowódcą pułku artylerii, a następnie szefem artylerii dywizji strzeleckiej. Uczestniczył w wojnie zimowej przeciwko Finlandii.
W 1941 ukończył kurs wyższych dowódców artylerii w Akademii Artyleryjskiej im. Dzierżyńskiego i w kwietniu 1941 został dowódcą 4. Brygady Artylerii Przeciwpancernej.
W momencie rozpoczęcia agresji Niemiec na ZSRR nadal dowodził brygadą artylerii na Froncie Południowym. Następnie był kolejno: zastępcą szefa artylerii 18 Armii, szefem artylerii 37 i 56 Armii, zastępcą dowódcy artylerii Frontu Północno-Kaukaskiego i dowódcą 5. Korpusu Artylerii.
W lipcu 1943 został dowódcą artylerii Frontu Południowo-Zachodniego, a od października 1943 był dowódcą artylerii 3. Frontu Ukraińskiego.
24 kwietnia 1945 został wyróżniony tytułem honorowym Bohatera Związku Radzieckiego za wybitne zasługi w dowodzeniu artylerią 3. Frontu Ukraińskiego.
Po zakończeniu wojny od lipca 1945 do kwietnia 1946 był dowódcą artylerii Południowej Grupy Wojsk Armii Radzieckiej. W tym czasie ukończył Akademię Artylerii im. Feliksa Dzierżyńskiego. Później był szefem sztabu artylerii Armii Radzieckiej (1946–1948), szefem Głównego Zarządu Artylerii Armii Radzieckiej (1948–1950), dowódcą artylerii Armii Radzieckiej (1950–1952 i 1953–1955), zastępcą ministra obrony ZSRR ds. uzbrojenia (1952–1953). 4 sierpnia 1953 został mianowany marszałkiem artylerii.
Następnie ponownie został zastępcą ministra obrony ZSRR ds. uzbrojenia (1955–1959). 8 maja 1959 został mianowany głównym marszałkiem artylerii. W grudniu 1959 został głównodowodzącym Wojsk Rakietowych Przeznaczenia Strategicznego ZSRR, będąc jednocześnie zastępcą ministra obrony ZSRR.
Od 1952 kandydat na członka Komitetu Centralnego KPZR, deputowany do Rady Najwyższej ZSRR 4. i 5. kadencji (1954–1962).
Zginął 24 października 1960 w katastrofie jaka miała miejsce na Bajkonurze w czasie prób z rakietą R-16. Został pochowany przy murze Kremlowskim na Placu Czerwonym w Moskwie.

### Awanse
- major – 13 stycznia 1936
- pułkownik – 5 marca 1939
- generał major artylerii – 13 maja 1942
- generał porucznik artylerii – 25 września 1943
- generał pułkownik artylerii – 3 kwietnia 1944
- marszałek artylerii – 4 sierpnia 1953
- główny marszałek artylerii – 8 maja 1959

### Odznaczenia
- Złota Gwiazda Bohatera Związku Radzieckiego (28 kwietnia 1945)
- Order Lenina (pięciokrotnie)
- Order Czerwonego Sztandaru (czterokrotnie)
- Order Suworowa I klasy (19.03.1944)[1]
- Order Kutuzowa I klasy (26.10.1943)[2]
- Order Bohdana Chmielnickiego I klasy (22.11.1944)[3]
- Order Wojny Ojczyźnianej I klasy (03.11.1944)[4]
- Order „Znak Honoru”
- Medal „Za obronę Kaukazu”
- Medal „Za zwycięstwo nad Niemcami w Wielkiej Wojnie Ojczyźnianej 1941–1945"
- Medal „Za zdobycie Budapesztu”
- Medal „Za zdobycie Wiednia”
- Medal „Za wyzwolenie Belgradu”
- Medal jubileuszowy „XX lat Robotniczo-Chłopskiej Armii Czerwonej”
- Medal jubileuszowy „30 lat Armii Radzieckiej i Floty”
- Medal jubileuszowy „40 lat Sił Zbrojnych ZSRR”